# 필리핀 야구 국가대표팀
필리핀 야구 국가대표팀은 필리핀을 대표하는 야구 국가대표팀이다. 필리핀 아마추어 야구 협회가 조직했다.
대표팀은 1954년, 제1회 아시아 야구 선수권 대회를 개최하고 우승을 차지했으며, 그 뒤 1955년, 1965년, 1973년 세번 더 대회를 개최했다. 1969년, 1971년,아시아 야구 선수권 대회에서는 3위를 차지했다.
대표팀이 가장 최근에 참가한 대회는 2006년 대륙간컵과 2006년 아시안 게임이다. 대표팀은 필리핀 마닐라에서 열린 2011년 동남아시아 경기대회에서 우승해 금메달을 획득했다. 아시안컵 대회 포함 동아시아컵과 동남아시안 게임 야구 종목에서 거의 다 우승할 정도로 동남아시아 내에서는 사실상 최강팀이다.

## 역대 성적

### 월드 베이스볼 클래식
| 본선   | 본선     | 본선     | 본선     | 본선     | 본선     | 본선     | 예선 | 예선 | 예선 | 예선 | 예선 |
| 년도   | 결과     | 경기     | 승       | 패       | 득       | 실       | 경기 | 승   | 패   | 득   | 실   |
| ------ | -------- | -------- | -------- | -------- | -------- | -------- | ---- | ---- | ---- | ---- | ---- |
| 2006년 | 불참     | 불참     | 불참     | 불참     | 불참     | 불참     | 없음 | 없음 | 없음 | 없음 | 없음 |
| 2009년 | 불참     | 불참     | 불참     | 불참     | 불참     | 불참     | 없음 | 없음 | 없음 | 없음 | 없음 |
| 2013년 | 예선탈락 | 예선탈락 | 예선탈락 | 예선탈락 | 예선탈락 | 예선탈락 | 3    | 1    | 2    | 14   | 28   |
| 2017년 | 예선탈락 | 예선탈락 | 예선탈락 | 예선탈락 | 예선탈락 | 예선탈락 | 2    | 0    | 2    | 8    | 28   |
| 2023년 | 불참     | 불참     | 불참     | 불참     | 불참     | 불참     | 불참 | 불참 | 불참 | 불참 | 불참 |
| 2026년 |          |          |          |          |          |          |      |      |      |      |      |
| 합계   | 0회 진출 |          |          |          |          |          | 5    | 1    | 4    | 22   | 56   |

### 아시아 선수권
- 1954년 아시아 야구 선수권 대회:  우승
- 1955년 아시아 야구 선수권 대회: 4위
- 1959년 아시아 야구 선수권 대회: 4위
- 1962년 아시아 야구 선수권 대회: 4위
- 1963년 아시아 야구 선수권 대회: 4위
- 1965년 아시아 야구 선수권 대회: 4위
- 1967년 아시아 야구 선수권 대회: 4위
- 1969년 아시아 야구 선수권 대회:  3위
- 1971년 아시아 야구 선수권 대회:  3위
- 1973년 아시아 야구 선수권 대회: 4위
- 2001년 아시아 야구 선수권 대회: 4위
- 2007년 아시아 야구 선수권 대회: 4위
- 2012년 아시아 야구 선수권 대회: 5위
- 2017년 아시아 야구 선수권 대회: 4위
- 2019년 아시아 야구 선수권 대회: 5위
- 2023년 아시아 야구 선수권 대회: 4위

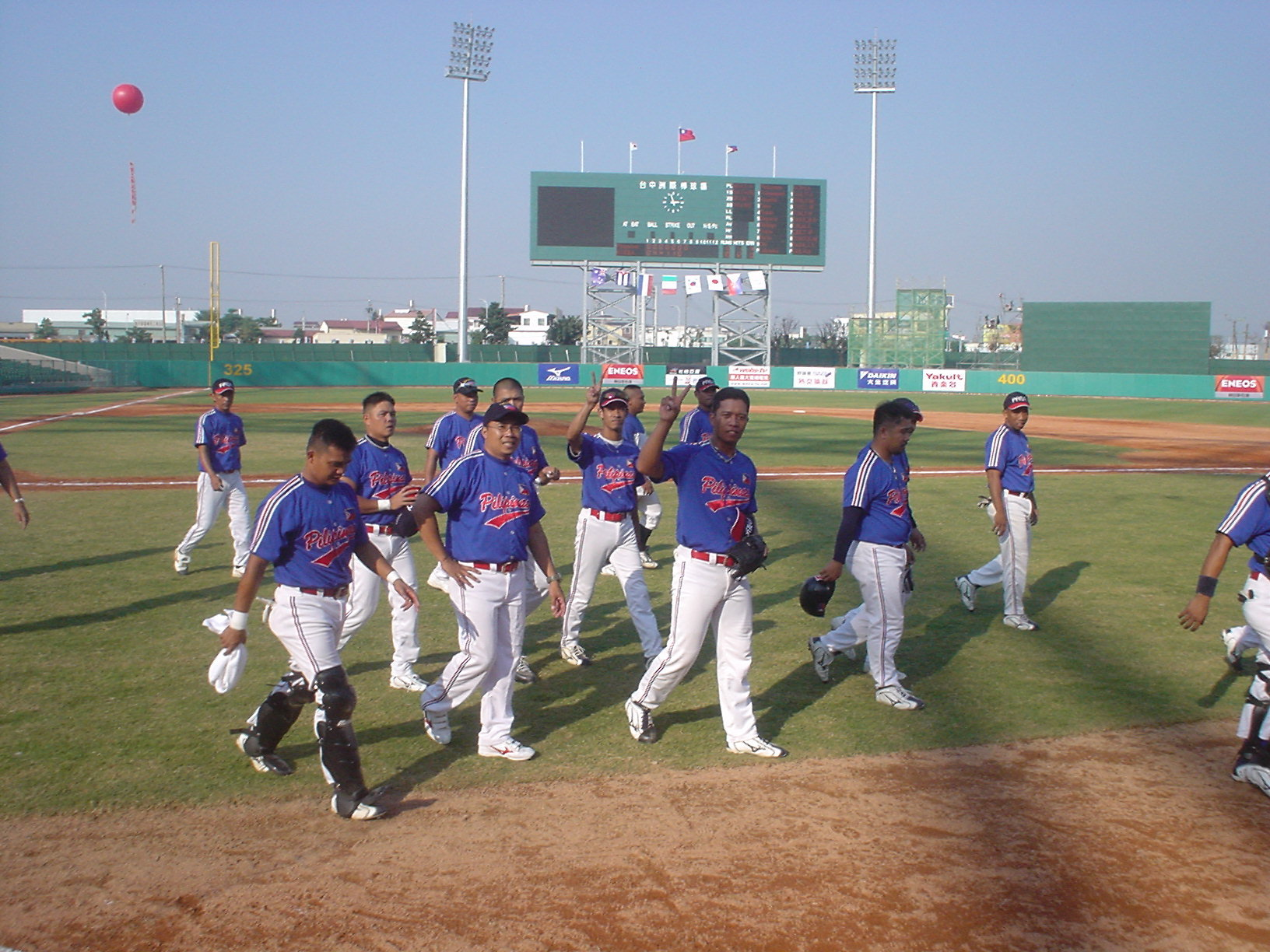
필리핀 선수가 타이완 타이중시에서 2006년 대륙간컵 경기를 치른 뒤 경기장을 떠나는 모습. 그들은 이날 대한민국과의 경기에서 10-0으로 패했다.

### 아시안 게임
- 2002년 아시안 게임: 5위
- 2006년 아시안 게임: 6위
- 2022년 아시안 게임: 5위

### 동남아시아 경기 대회
- 2005년 동남아시아 경기대회:  금메달
- 2007년 동남아시아 경기대회:  은메달
- 2011년 동남아시아 경기대회:  금메달
- 2019년 동남아시아 경기대회:  금메달

### 아시안컵
- 1995년 아시안컵 야구 대회:  우승
- 1999년 아시안컵 야구 대회:  우승
- 2012년 동아시안컵 야구 대회:  우승[1]
- 2015년 동아시안컵 야구 대회:  우승
- 2018년 동아시아컵 야구 대회:  우승
- 2023년 동아시안컵 야구 대회:  우승
- 2024년 동아시아컵 야구 대회:  우승

### 야구 월드컵
- 2001년 야구 월드컵: 조별예선 탈락

### 대륙간컵
- 2006년 대륙간컵: 8위 (마지막)

## 로스터
| 선수                      | 팀                     |
| 투수                      | 투수                   |
| ------------------------- | ---------------------- |
| 8 로이 바클라이           |                        |
| 16 에르네스토 비나라오    | 포워드 따귁 파트리오츠 |
| 42 로엘 바투토            | 먼틴루파 마리너스      |
| 45 다윈 델라 칼사다       | 두마게테 유니비커스    |
| 1 찰리 라브라도르         | 마닐라 샥스            |
| 30 존존 로블레스          | 아로스 오스트라바      |
| 포수                      |                        |
| 15 윌프레도 히달고        | 먼틴루파 마리너스      |
| 2 주니퍼 피네로           | 바탕가스 불스          |
| 6 로멜 로하               | 마닐라 샥스            |
| 내야수                    |                        |
| 13 루벤 앙헬레스          | 먼틴루파 마리너스      |
| 31 크리스찬 칸라스        | 바탕가스 불스          |
| 50 에드메르 델 소코로     | 두마게테 유니비커스    |
| 24 크리스토퍼 히메네스    | 포워드 따귁 파트리오츠 |
| 23 마테오 라우렐 페르난도 | 바탕가스 불스          |
| 17 버질로 록사스          | 바탕가스 불스          |
| 3 알레한드로 벨라스케스   | 먼틴루파 마리너스      |
| 외야수                    |                        |
| 51 로엘 엠파시스          | 포워드 따귁 파트리오츠 |
| 11 앤드로 쿠유건          | 두마게테 유니비커스    |
| 22 호셉 오릴리나          | 세부 돌핀스            |
| 18 호나시 폰세            | 세부 돌핀스            |
| 88 풀헨시오 란세스 주니어 | 세부 돌핀스            |
| 7 페르디난드 렉토         | 포워드 따귁 파트리오츠 |
| 21 니노 타토르            | 마닐라 샥스            |

### 코칭스태프
- 델로스 예레스 (감독)
- 리칼도 히메네스 (코치)
- 마르셀리나 바라다스 (코치)

## 유명 필리핀 선수
다음 선수들은 메이저 리그 베이스볼에서 뛰었던 선수들이나 국가대표팀에 참가하지 않은 선수일 수도 있다.
- 베니 아그바야니 (뉴욕 메츠 (1998-2001), 콜로라도 로키스, 보스턴 레드삭스 (2002))
- 크리스 아귈라 (플로리다 마린스 (2004-2006))
- 보비 발세나 (신시내티 레즈 (1956))
- 보비 코위널드 (오클랜드 어슬레틱스, 밀워키 브루어스, 애리조나 다이아몬드백스, 콜로라도 로키스)
- 팀 린스컴(필리핀계 미국인 샌프란시스코 자이언츠 사이영상 수상기록]])
- 지노 에스피넬리 (샌프란시스코 자이언츠)

1. ↑  동부와 서부로 분리 개최하기 시작했다.